# Сосновый, Дмитрий Григорьевич
Дмитрий Григорьевич Сосно́вый (1923—1995) — советский архитектор.

## Биография
Родился 20 июня 1923 года в селе Старый Орлик (ныне Приднепрянское (Кобелякский район), Полтавская область, Украина). В годы Великой Отечественной войны командовал миномётным взводом, был ранен. Член ВКП(б) с 1945 года. В 1951 году окончил ОдИСИ.
Работал главным архитектором Ивано-Франковской области.
Умер 25 ноября 1995 года в Ивано-Франковске. В его память установлена мемориальная доска.

## Проекты
- 1965 — детский сад, Надворная,
- 1981 — музыкально-драматический театр, Ивано-Франковск,
- 1983 — комплекс деревообрабатывающего комбината, Ивано-Франковск, Лично выполнял определенные чертежи для строительства Ивано-Франковского украинского музыкально-драматического театра. Выполнение строительных работ осуществляли художник. Шевчук и коллектив народных мастеров: Д. И. Грабарь, В. П. Данилюк, B. В. Корпанюк, П. Д. Косович и И. Д. Косович, В. М. Лукашко, М. Д. Мареф, A. С. Овчар, В. И. Сокальский, С. Ф. Сондюк, В. Д. Свободян, А. И. Турецкая, И. С. Ткачек.

## Награды и премии
- Заслуженный архитектор УССР (1978)
- Государственная премия УССР имени Т. Г. Шевченко (1982) — за использование мотивов народного творчества при создании помещения Ивано-Франковского ОАМДТ имени И. Я. Франко
- Орден Отечественной войны I степени (6.4.1985)
- Медаль «За отвагу» (7.6.1944; был представлен к ордену Отечественной войны II степени)